# Гарсия, Адолис
Хосе Адолис Гарсия Арриета (исп. José Adolis García Arrieta; 2 марта 1993, Сьего-де-Авила) — кубинский бейсболист, аутфилдер клуба Главной лиги бейсбола «Техас Рейнджерс». Участник Матча всех звёзд лиги 2021 года. Выступал за сборную Кубы, бронзовый призёр Панамериканских игр 2015 года.

## Биография
Адолис Гарсия родился 2 марта 1993 года в Сьего-де-Авиле. Его старший брат Адонис также профессиональный бейсболист, известный по выступлениям в составе клуба «Атланта Брэйвз». Спортивную карьеру он начал на Кубе, выступал за команду «Тигрес де Сьего-де-Авила» в Кубинской национальной серии. В 2015 году он играл за сборную Кубы на Панамериканских играх, выиграв с ней бронзовые медали. В сезоне 2015/16 годов Гарсия отбивал с эффективностью 31,5 %, выбил 14 хоум-ранов и набрал 71 RBI. По итогам турнира он был признан его самым ценным игроком.
В апреле 2016 года Гарсия подписал контракт с японским клубом «Ёмиури Джайентс». За основной состав команды он провёл четыре матча, большую часть времени играя в фарм-клубе. В 117-и выходах на биту он отбивал с показателем 23,4 % и получил 37 страйкаутов. В августа 2016 года, после отчисления из «Джайентс», Гарсия объявил, что не намерен возвращаться на Кубу.
В декабре 2016 года Гарсия получил статус свободного агента. В феврале он подписал контракт игрока младшей лиги с клубом «Сент-Луис Кардиналс», получив бонус в размере 2,5 млн долларов и приглашение на предсезонные сборы с основным составом. Сезон 2017 года он провёл в фарм-командах «Спрингфилд Кардиналс» и «Мемфис Редбердс». На уровне AAA-лиги Гарсия отбивал с показателем 30,1 %. За основной состав «Сент-Луиса» он провёл 21 игру в регулярном чемпионате 2018 года. По ходу следующего сезона Гарсия оставался в расширенном составе «Кардиналс», но играл в «Мемфисе», отбивая с эффективностью 25,3 % и выбив 32 хоум-рана. В декабре 2019 года он был выведен из состава, чтобы освободить место для питчера Ким Кванхёна. После этого права на игрока были проданы клубу «Техас Рейнджерс».
В регулярном чемпионате 2020 года Гарсия появился на бите только семь раз. В феврале 2021 года «Рейнджерс» выставили его на драфт отказов, но другие клубы лиги им не заинтересовались. После этого он провёл с командой весенние сборы, на которых выглядел хорошо. Гарсия не входил в расширенный состав команды, поэтому после завершения предсезонной подготовки его отправили в команду AAA-лиги, но уже в середине апреля вызвали в основной состав для замены  травмированного Рональда Гусмана. Ему удалось закрепиться в команде и стать одним из открытий сезона. Летом он впервые в карьере получил приглашение на матч всех звёзд лиги, а по итогам чемпионата занял четвёртое место в голосовании, определявшем лучшего новичка Американской лиги. Показатель отбивания Гарсии по итогам сезона составил 24,3 %, он выбил 31 хоум-ран.
В 2022 году Гарсия продолжил прогрессировать, установив новые личные рекорды по большинству статистических показателей. Его эффективность на бите по итогам чемпионата составила 25,0 %, он выбил 27 хоум-ранов и набрал 101 RBI. Он также стал шестым в истории «Рейнджерс» игроком, в одном сезоне выбившим не менее 25 хоум-ранов и укравшим не менее 25 баз. В апреле 2023 года Гарсия стал четвёртым в истории лиги игроком, сумевшим выбить два дабла и три хоум-рана в одной игре. До него это удавалось Алексу Дикерсону, Мэтту Карпентеру и Крису Брайанту.